# Ann Pudeator
Ann Pudeator (13 novembre 1621 – 2 octobre 1692) est une veuve septuagénaire, accusée et reconnue coupable de sorcellerie lors du procès des sorcières de Salem au Massachusetts. Elle est exécutée par pendaison.

## Vie personnelle
Son nom de jeune fille est inconnu ainsi que son lieu de naissance. Thomas Greenslade est son premier mari, et ils eurent cinq enfants (Thomas Jr, Ruth, Jean, Samuel et James).
Après la mort de Greenslade en 1674, elle est embauchée par Jacob Pudeator comme infirmière pour sa femme alcoolique, qui meurt en 1675. Elle finit par épouser Jacob en 1676 qui meurt en 1682.

## Procès des sorcières
Lorsqu'elle est accusée de sorcellerie, l'inventaire de ses prétendus méfaits inclus :
- Présentation du Livre du Diable à une fille forcée à le signer
- Envoûtement causant la mort de l'épouse d'un voisin
- Apparaissant sous forme spectrale à des filles affligés
- Avoir du matériel de sorcellerie dans sa maison, qu'elle dit être de la graisse pour la fabrication de savon
- Torture avec des épingles
- Provoquer la chute d'un arbre d'un homme
- Meurtre de son deuxième mari et de sa première épouse
- Transformation en oiseau dans sa maison

Nombre de ces allégations sont faites par Mary Warren, l'une des soi-disant « filles affligées ». Ses autres accusateurs sont Ann Putnam Jr, John Best Sr., John Best Jr, et Samuel Pickworth. Ann Pudeator est jugée et condamnée à mort le 19 septembre 1692, en même temps qu'Alice Parker (Salem) (en), Dorcas Hoar (en), Mary Bradbury (en), et de Mary Easty (en). Elle est pendue sur Gallows Hill à Salem le 2 octobre. On ne sait pas où elle est enterrée, mais une pierre commémorative pour elle existe au Mémorial du Procès des Sorcières de Salem à Salem.
Le fils de Pudeator, Thomas témoigne contre George Burroughs lors de son procès pour sorcellerie.
En octobre 1710, le Tribunal adopte une loi sur l'inversion de la culpabilité de ceux dont les familles ont plaidé, mais Ann Pudeator ne fait pas partie de la liste,. Pudeator est innocentée en 1957 par la Cour générale du Massachusetts, en partie grâce aux efforts de Lee Greenslit, un éditeur de manuels scolaire de la région du Midwest qui découvre l'exécution de Pudeator en faisant des recherches sur ses origines familiales.